# Bû
Bû ist eine französische Gemeinde mit 2093 Einwohnern (Stand 1. Januar 2022) im Département Eure-et-Loir in der Region Centre-Val de Loire in Frankreich. Sie gehört zum Kanton Anet und zum Gemeindeverband Agglo du Pays de Dreux. Bû liegt an der Grenze zu den Regionen Normandie und Île-de-France und ist ein Knotenpunkt im Netz der Départementsstraßen.

## Geografie
Bû liegt auf einer mittleren Höhe von 115 Metern über dem Meeresspiegel 62 Kilometer westlich von Paris, der Hauptstadt Frankreichs, und 12 Kilometer nordöstlich von Dreux, dem Hauptort des Arrondissements. Die Ortschaft ist von den Nachbargemeinden Marchezais, Rouvres und Serville umgeben. Ein kleiner Teil des Staatswaldes Forêt de Dreux liegt im westlichen Gemeindegebiet, das eine Fläche von 22,6 Quadratkilometern hat.

## Geschichte
Die Römerstraße von Dreux (Durocassium) nach Paris (Lutetia) verlief etwas südlich von Bû, das auf einer Grenze der Gebiete dreier gallischer Stämme lag, der Aulerci Eburovices im Nordwesten, der Karnuten und Durocasses im Südwesten und der Parisier im Osten. Bei archäologischen Ausgrabungen im lieu-dit (‚Ort, der genannt wird...‘) les Bois des Fours à Chaux wurde ein Gallo-römischer Umgangstempel entdeckt, der zwischen dem 1. und 4. Jahrhundert erbaut wurde. Man fand dort Münzen der Eburovices und der Karnuten.
Der alte Ortsname von Bû war Beu, es handelt sich dabei um eine Abkürzung der lateinischen Namen Beucum und Beutum, die in schriftlichen Aufzeichnungen über Bû im Mittelalter verwendet wurden. Die Abtei Jumièges besaß im Mittelalter einen Weinberg in Bû. Um 1145 war der Graf von Dreux Robert I. Seigneur von Bû. Er ließ eine Burg bauen. Der Bau dauerte ungefähr 40 Jahre.
Nach der Schlacht von Dreux (1562) mussten die Hugenotten von Bû fliehen oder ihrem Glauben abschwören. Von 1598 bis 1685 konnten sie ihren Glauben wieder ausüben. Mit dem Edikt von Fontainebleau (1685) wurde das Edikt von Nantes (1598) aufgehoben und der Protestantismus wurde in Frankreich wieder verboten. Von November 1685 bis Juli 1686 schworen 54 Hugenotten aus Bû in der Kirche Saint-Pierre in Dreux und in der Kirche von Abondant ihrem Glauben ab.
1793 erhielt Bû im Zuge der Französischen Revolution (1789–1799) unter dem Namen Bu den Status einer Gemeinde und wurde Hauptort eines Kantons. 1801 erhielt die Gemeinde durch die Verwaltungsreform unter Napoleon Bonaparte (1769–1821) das Recht auf kommunale Selbstverwaltung und wurde in den Kanton Anet eingegliedert. 1812 gab es 76 Protestanten in Bû, 1851 noch 57, um 1900, etwa 15. Die protestantische Kirche wurde schließlich nicht mehr genutzt.

### Bevölkerungsentwicklung
| Jahr      | 1962 | 1968 | 1975 | 1982 | 1990 | 1999 | 2007 | 2012 |
| --------- | ---- | ---- | ---- | ---- | ---- | ---- | ---- | ---- |
| Einwohner | 0696 | 0778 | 0861 | 1062 | 1419 | 1689 | 1816 | 1870 |

## Kultur und Sehenswürdigkeiten

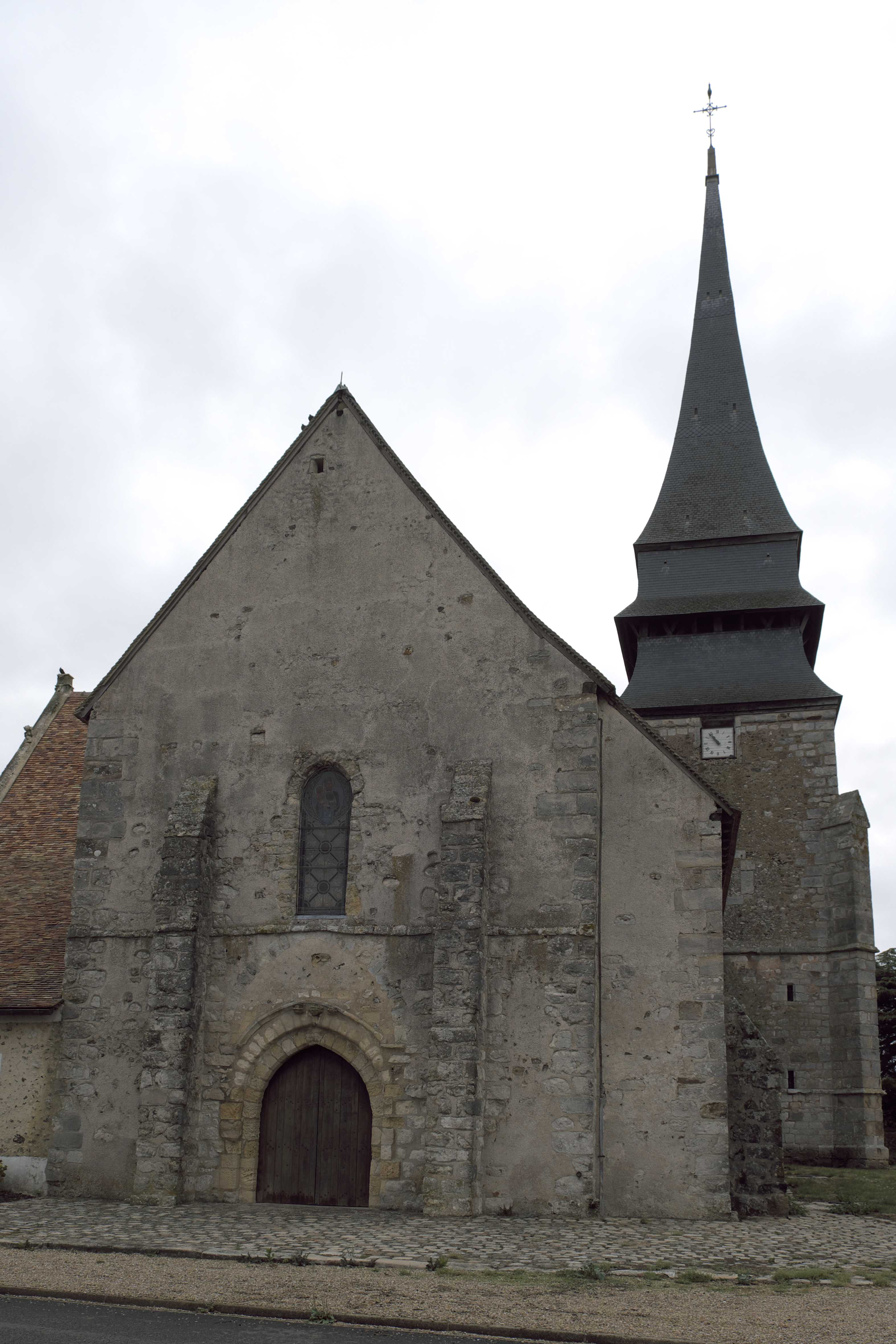
Pfarrkirche Notre-Dame

Der Gallo-römische Umgangstempel wurde über einem älteren Tempel gebaut. Zu dem Fundort gehören auch noch ein paar andere Gebäude. Der Tempel ist einzigartig im Département Eure-et-Loir. Er befindet sich im Privatbesitz und wurde 1986 als Monument historique (Kulturdenkmal) klassifiziert.
Die Pfarrkirche Notre-Dame stammt aus dem 13. Jahrhundert. Die Apsis wurde im 15. Jahrhundert im Stil der Renaissance gebaut. Das Kirchenschiff wurde im 17. Jahrhundert vergrößert. Die Kirche wurde 1963 als Monument historique eingestuft. In der Kirche befindet sich eine Statue und ein Altarretabel aus dem 16. Jahrhundert, die ebenfalls als Monument historique anerkannt sind. Die Statue stellt die Jungfrau mit dem Kind dar. Das Retabel ist 2 Meter hoch und 75 Zentimeter breit, es zeigt verschiedene Motive, die in Bezug zum Tod Jesu Christi stehen, die Grablegung Christi, die Erscheinung Christi vor Maria-Magdalena und den ungläubigen Thomas.